# Gainer (雑誌)
『Gainer』（ゲイナー）は、光文社が発売していた30歳前後の男性向けファッション雑誌。発売日は毎月10日（日・祝日の場合は8日または9日）。

## 概要
光文社発売の月刊ファッション誌では唯一の男性誌。20代後半から30代前後、いわゆるアラサー世代のサラリーマンをターゲットとし、「いろいろなことをGain（獲得）していきたい独身ビジネスマンのための雑誌」とのテーマを掲げる。主に独身者をターゲットと想定する。
掲載されるコーディネートは、ジャケット、スーツスタイルが中心であるが、ポロシャツなどのカジュアルアイテム、アクセサリーに関する記事も充実している。2013年頃まで巻頭にコーチの新作バッグを紹介するコラムが連載されていた。
ライバル誌は、2010年12月まで発売日が同じであった『MEN'S CLUB』（アシェット婦人画報社=当時）であるとされている。スーツスタイル中心の掲載内容も近いものといえるが、『MEN'S CLUB』の対象年齢は35歳前後であり、『Gainer』とは必ずしも一致しない。なお、2011年1月から『MEN'S CLUB』の発売日は毎月24日に変更された。
同じ光文社の『JJ』とは兄弟/姉妹誌の関係にあり、女性が登場する誌面では『JJ』の専属・OGモデル（杉本有美など）が起用されている。また初期は、現在の読者ターゲット層より若い25歳前後をターゲットにしており、当時の表紙にも「JJ FOR MEN」との記載がなされていたように、JJ世代の女子大生の彼氏が読む男性ファッション雑誌という位置付けだった。掲載商品の価格帯などの関係もあり、対象年齢が上がって『CLASSY.』と近い立ち位置になっていた。
2014年7月をもって編集長が古川仁から新倉博史に交代した。
2016年、SUPER GTに参戦している同名のレーシングチームGAINERとのコラボレーションが実現したが、雑誌は同年6月24日発売の8月号をもって休刊となった。

## 読者層
30代前半の読者が最も多く、読者の年齢別比率は、下記の通りである。
- 20 - 24歳：6.4％
- 25 - 29歳：21.2％
- 30 - 34歳：25.5％
- 35 - 39歳：18.2％
- 40 - 49歳：14.9％
- 50 - 59歳：1.9％
- その他 - 20 - 30代女性：11.7％

## 連載企画
- Lady Guest
- S MEN'S STYLE
- ラグジュアリーの肖像
- [流儀]のワードローブ
- COVER＋α
- スポコン
- 今月のジャケパンマン
- 結婚について / 婚活総研
- Gainer's 新車総研
- 大人のマナー 集中講座
- Grooming Gainer
- モテ家電の殿堂
- 王様のアプリ
- MONTHLY GLOBAL GAINER
- 伊藤洋一の「日本力」を上げる12章
- あなたのココがズレている

このほか、特定スポンサーのレギュラー出稿によるタイアップ（記事広告）となっている連載企画も見られる。

## バックナンバー
| 発行月           | 表紙モデル      | 特集                                        |
| ---------------- | --------------- | ------------------------------------------- |
| 2007年2月号      | KEN             | 仕事人を彩る小物とは？                      |
| 2007年8月号      | FABIO 菅原禄弥  | 「モテる仕事人」は'07夏ここが違う           |
| 2008年1月号      | 川久保拓司      | スーツに似合うカッコイイ腕時計              |
| 2008年4月号      | 敦士            | きっといいことがある[シャツ×タイ]100samples |
| 2008年8月号      | 速水もこみち    | 今日もAfter7に予定あり                      |
| 2008年11月号     | 小松拓也        | [スーツのかっこいい着まわし]黄金ルール      |
| 2008年12月号     | 敦士 林真愛     | パーティ賢者50人の証言                      |
| 2009年9月号      |                 | カッコいいモノトーン                        |
| 2009年10月号     |                 | 昨日よりカッコいいJPスタイル                |
| 2009年11月号     |                 | 見直すべきはスーツの本気                    |
| 2009年12月号     |                 | いい男は小ワザを効かす                      |
| 2010年1月号      | 久保田裕之      | 真冬の[コート]×[スーツ]完全攻略             |
| 2010年2月号      | 城田優          | 女子モテ★徹底マニュアル                     |
| 2010年3月号      | 小泉孝太郎      | 「ひと目でオシャレ」の処方箋                |
| 2010年4月号      | 松坂大輔        | ビジネスの着こなしQ&A100                    |
| 2010年5月号      | 玉木宏          | これが正解コーディネート                    |
| 2010年6月号      | EXILE AKIRA     | The Wedding Gainer                          |
| 2010年7月号      | 木村拓哉        | 「夏に勝つ！」スタイル大研究                |
| 2010年8月号      | 小栗旬          | ボクらは肉食系-やっぱり女子が好き！         |
| 2010年9月号      | 水嶋ヒロ        | 東西SNAP 100人の夏勝負小物                  |
| 2010年10月号     | （なし）        | 最新ビジネススタイル PERFECTガイド          |
| 2010年11月号     | 岡田准一        | 「女のコはスーツが好き」伝説                |
| 2010年12月号     | 成宮寛貴        | アウターの着こなし これが正解！             |
| 2011年1月号      | 松山ケンイチ    | あなたに足りないのは靴かもしれない          |
| 2011年2月号      | 三浦春馬        | いい男の新基準･2011                         |
| 2011年3月号      | 斎藤工          | 春もジャケットにおまかせ！                  |
| 2011年4月号      | 宮尾俊太郎      | 4月からの毎日がもっと楽しく変わる           |
| 2011年5月号      | 小栗旬          | 特訓! ジャケパンstyle初夏の100本ノック      |
| 2011年6月号      | 向井理          | 夏Biz再考                                   |
| 2011年7月号      | 川島永嗣        | 250Gainersの今                              |
| 2011年8月号      | 瑛太            | 真夏の女子が好き                            |
| 2011年9月号      |                 | 男の夏の出会い服                            |
| 2011年10月号     |                 | 予定があるからスーツを着る                  |
| 2011年11月号     |                 | いいね！なジャケパン                        |
| 2011年12月号     |                 | コートの冬が帰ってきた艶姿外套男子          |
| 2012年1月号      | 玉木宏          | 華麗なる12月はバリュー服から                |
| 2012年2月号      |                 | 恋の着回し31Daysヘビーローテーションな冬    |
| 2012年3月号      | 伊勢谷友介      | 鍛えて服を着こなす                          |
| 2012年4月号      |                 | 決定！2012スーツ日本代表                    |
| 2012年5月号      |                 | いい男はシャツが似合う                      |
| 2012年6月号      |                 | 稼ぐ男は極楽Biz                             |
| 2012年7月号      |                 | 夏の主役は海男です                          |
| 2012年8月号      | 桐谷美玲        | 僕とハニーな夏女たち                        |
| 2012年9月号      | 井浦新          | 男にとって勝負とは？                        |
| 2012年10月号     | 岡田准一        | この秋、欲しいもの1000                      |
| 2012年11月号     |                 | [秋の着こなし]最適化                        |
| 2012年12月号     |                 | 冬の重ね着の正解=[3層コーデ]徹底解剖        |
| 2013年1月号      | 木村拓哉        | 真冬の着こなし模範解答                      |
| 2013年2月号      |                 | 服は人を表す                                |
| 2013年3月号      | 高良健吾        | 色気があってすみません！                    |
| 2013年4月号      | 玉木宏          | 春オフィスこれで完璧！                      |
| 2013年5月号      |                 | ジャケット、次の一手                        |
| 2013年6月号      | 三浦春馬        | 涼しくデキる夏服解禁！                      |
| 2013年7月号      | 瑛太            | WORLDシャツSNAP                             |
| 2013年8月号      |                 | SNAPいい男たちの街着ルール                  |
| 2013年9月号      |                 | 夏→秋 これが「使える」+1                    |
| 2013年10月号     |                 | 秋のメインはこの一着                        |
| 2013年11月号     |                 | 王者のスーツと覇者のジャケット              |
| 2013年12月号     | 市川海老蔵      | 七難隠す辛口コート                          |
| 2014年1月号      | 岡田准一        | いい男はコートを脱いでもカッコいい          |
| 2014年2月号      | 玉木宏          | 実はカンタンな重ね着                        |
| 2014年3月号      | 坂口憲二        | さりげないオシャレのヒント100               |
| 2014年4月号      |                 | 春のビジネススタイル強化月間                |
| 2014年5月号      | 成宮寛貴        | 旅する気持ちの初夏スタイル                  |
| 2014年6月号      |                 | キリリとドライな男がいい！！                |
| 2014年7月号      |                 | 亜熱帯JAPANに捧ぐ                           |
| 2014年8月号      | 木村拓哉        | 女性は人生の太陽である                      |
| 2014年9月号      | 岩下充志        | 靴は自分の鏡だろうか                        |
| 2014年10月号     | 内山博文        | 着たい服と、似合う服。                      |
| 2014年11月号     |                 | 誰のために服を着る？                        |
| 2014年12月号     |                 | 心も温もる冬のアウター大特集                |
| 2015年1月号      | 山田健太        | 冬に映える大人ベーシックスタイル            |
| 2015年2月号      |                 | 並んで歩く幸せな週末服                      |
| 2015年3月号      | 稲本健一        | 大人の男のこだわり家電                      |
| 2015年4月号      |                 | されど、スーツ                              |
| 2015年5月号      | 竹林朋毅ご夫妻  | ふたりで歩く春の散歩道                      |
| 2015年6月号      |                 | 時計と生きる                                |
| 2015年7月号      | 田中カール      | 好きな家電と暮らしたい                      |
| 2015年8月号      | 田中カール      | ホテルは都会の避暑地                        |
| 2015年9月号      |                 | 週末のウエア再点検                          |
| 2015年10月号     | 田中カール      | 大人の男の三種の神器                        |
| 2015年11・12月号 | 田中カール 森星 | いい大人の条件                              |
| 2016年1月号      | 田中カール      | 冬のファッションについて考えてみた          |
| 2016年2月号      |                 | 独断の名品                                  |
| 2016年3月号      | 田中カール      | Vゾーンを遊ぶ                               |
| 2016年4月号      | 田中カール      | カール大帝、春を着る                        |
| 2016年5月号      |                 | 男の服には予定がある                        |
| 2016年6月号      |                 | 「気持ちいい」休日服                        |
| 2016年7月号      | 田中カール      | ぎんざNOW！                                 |
| 2016年8月号      |                 | 男の幸せはここにある                        |

## 登場モデル
男性
- Shogo
- 敦士
- 幸太
- 久保田裕之
- 竹財輝之助
- 肥野竜也
- Ken
- REN
- 櫻井貴史

女性
- オードリー亜谷香
- 上原歩
- 杉本有美
- 愛未
- 高橋優
- 江頭ゆい
- 尾形沙耶香
- 宮田聡子